# کژووشنگته
کژووشنگته (به لهستانی:  Krzywośnity) یک روستا در لهستان است که در گمینا خوشلو واقع شده‌است.